# 點解阿sir係隻鬼
《點解阿sir係隻鬼系列》是香港亞洲電視製作的時裝喜劇劇集系列，監製為戚其義。

## 系列

### 第一輯
《點解阿sir係隻鬼》（英語：The Butcher Schoolmaster，又名《學堂威龍》）是香港亞洲電視製作的喜劇劇集，全劇共20集。

#### 劇情內容
第一輯講述生於中國清朝末期的豬肉榮（盧海鵬飾）心地善良，某天為救小孩，被西洋士兵槍殺，死後留下一對木屐，只要用這對木屐發出聲響，就可召回豬肉榮的鬼魂。
故事來到1990年代香港，“聖法蘭雅根信馬可勃羅德聖會亞洲致善堂司馬昭昭博士夫人第一紀念中學”的無良校長廖慧珠（吳浣儀飾）與無良教師訓導主任歐陽協成（盧海鵬飾，一人分飾兩角）同流合污欺壓學生，常常對學生無理責罵留難，又用盡卑鄙手法向學生苛索金錢，例如以罰款作為「觸犯」「校規」的懲罰。
某天，歐陽協成不小心被電死，陰差陽錯下，豬肉榮的鬼魂上了歐陽協成身，扮演歐陽協成充當訓導主任。豬肉榮心地善良，對學生和藹可親愛護有嘉，在不知情者眼中，還以為是無良教師歐陽協成忽然性格大變。豬肉榮更與崔文健（莫家堯飾）等幾位搗蛋學生成為好友，渡過了一段愉快且胡鬧的日子。
另外，崔文健還是幼童的時候，已對女同學汪家玲（萬綺雯飾）有好感，汪家玲是孤兒，家境富裕的崔文健於是拿錢來供養汪家玲，並以Uncle Man之筆名，與汪家玲作書信往來，一直至今。汪家玲十分仰慕這位自稱Uncle Man的供養者兼筆友，希望與他見面，但這位Uncle Man一直對她避而不見，汪家玲亦不知道Uncle Man就是崔文健，相反在日常相處中，更顯得十分討厭崔文健，對他諸多欺凌留難，令暗戀汪家玲的崔文健有苦難言，鬧出不少誤會和笑話（一般認為此橋段抄襲同期無綫電視外購卡通片《長腿叔叔》）。
可惜，好景不常。某天，道士李學仁（羅青浩飾）路經該校，發現豬肉榮的鬼魂上歐陽協成身一事，李學仁認為豬肉榮此舉有違天理，逐施法將之趕回地府。崔文健等人捨不得這位好友，欲將之召回陽間，卻誤召歐陽協成的鬼魂。歐陽協成復活後，對學生的欺壓和金錢苛索變本加厲，更用盡卑鄙手段，強逼學生工作為他賺錢，甚至為全校學生購買人壽保險，然後製造意外，令學生一一身亡，以收取其保險賠償。原來之前歐陽協成死後，在地府為非作歹，復活後，更不擇手段地利用學生為他籌集金錢，打算用陽間的錢來招兵買馬，然後回攻地府造反。
不久，該校學生幾乎全部遇「意外」身亡，僅剩餘崔文健和汪家玲等數人，他們和李學仁合作，召回豬肉榮的鬼魂，在一眾人等同心對抗下，終把歐陽協成打敗至永不超生。而之前因「意外」死亡的學生，亦因陽壽未盡，被地府「強逼遣返」回陽間
。
最後，崔文健和汪家玲等學生畢業離校，豬肉榮亦回地府輪候投胎轉世，眾人依依不捨地道別。
主要拍攝地點為清水灣香港三育書院。此劇使用了美國電影義膽雄心及大量亂馬1/2動畫的配樂。

#### 演員表
| 演員   | 角色     | 人物介紹                                                                          |
| 盧海鵬 | 歐陽協成 | 訓導主任                                                                          |
| 盧海鵬 | 豬肉榮   | 鬼                                                                                |
| 陳錦鴻 | 施俊男   | 中七級學生                                                                        |
| 萬綺雯 | 汪家玲   | 中七級學生 年幼時父母離世，被送進孤兒院，後來被一名小童以「Uncle Man」名義助養。  |
| 莫家堯 | 崔文健   | 中七級學生                                                                        |
| 駱達華 | 曾志星   | 中七級學生                                                                        |
| 冼灝英 | 連 昆    | 中七級插班生（28歲） 受黑道家境影響，曾在男童院及監獄服刑。與教師方靜宜有感情線。 |
| 吳浣儀 | 廖慧珠   | 校長                                                                              |
| 鄺偉明 | 郭智寶   | 中四級班長 郭麗珍胞弟                                                             |
| 歐錦棠 | 衛家國   | 教師 強調「愛心教學」的教師。                                                     |
| 潘冰嫦 | 司徒齊頌 | 歐陽協成前妻                                                                      |
| 羅青浩 | 李學仁   | 道士                                                                              |
| 陳秋彤 | 柴 詠    | 中七級插班生 從內地來港，入讀前為國家隊游泳健將                                   |
| 盧希萊 | 高 雅    | 教師 強調「精英教學」的英文教師。                                                 |
| 萬斯敏 | 方靜宜   | 教師 數學教師                                                                     |
| 洪迎喜 | 郭麗珍   | 中七級學生                                                                        |
| 梁碧芝 | 晨晨     | 中七級學生                                                                        |
| 曾守明 |          | 警長                                                                              |
| 伍永森 | 上官華   | 教育司署人員 （第四、五集客串演出）                                               |
| 安德尊 |          | 地府電視台遊戲節目《輪迴轉世》主持人 （第十九、二十集友情客串演出）               |
| 梁錦燊 | 李亞九   | 黑道社團首領 頭號通緝犯（第四、六集客串演出）                                     |

### 第二輯
《點解阿sir係隻鬼續集》（英語：Viva de Pilot，又名《米格忠魂》）是香港亞洲電視製作的喜劇劇集，全劇共20集。

#### 劇情內容
續集由中學轉移至皇家香港輔助空軍（H.K.R.C.C.I.）（政府飛行服務隊的前身）中的空軍軍校。
崔文健、施俊男、曾智星等人自聖法蘭雅根信馬可勃羅德聖會亞洲致善堂司馬昭昭博士夫人第一紀念中學畢業後，連昆與方靜宜奉子成婚。三人為了穿上一身可得異性歡心的制服，加入上述團體中的「大不列顛皇家空軍16師11連49團13組210縱隊羅馬尼蘭愛丁堡佐治爵士戰術軍團輔助空軍訓練學校」成為軍人並接受空軍訓練，認識魔鬼教官王上校，軍事精英連龍、KGB三人組等人。期間，認識在軍校裏經營酒吧的老闆（王清河飾），並發現同樣相信世界有鬼的思想。隨即把《招魂養鬼大法》一書贈予三人，並讓他們了解中國抗日戰爭時期最英勇的空軍機師—陳立得（盧海鵬飾）。三人隨即翻查當年的資料後，發現其骸骨連同降落傘吊在樹上，之後把其鬼魂招上陽間。旋即引起與日軍侵華時期有關的鬧鬼場面。
在劇中，以一架米格-15戰鬥機作為道具。此劇使用了日本電影幪面超人ZO的配樂。

#### 演員表
- 盧海鵬 飾 陳立得（鬼）- 姓名影射陳納德。(1900-1941)，生前是中國重慶總部第一飛虎隊的空軍機師，少校軍階。1941年在香港上空殲滅敵方日軍戰機後，飛機著火棄機跳傘，自此失去聯絡並下落不明。52年後，其遺體骸骨被健、男、星三人發現勾吊在樹上，並將其魂魄召上陽間。
- 陳錦鴻 飾 施俊男（軍校學生） - 訓練期間暗戀吳彩，畢業後與她結婚，承繼校內酒吧。
- 莫家堯 飾 崔文健（軍校學生） - 承繼上輯功夫底子煉成「無影腳」，因此有相對較佳的軍事質素，後成為全校最頂尖學生。畢業後與司馬里惠成婚並在軍校發展。
- 駱達華 飾 曾志星（軍校學生） - 訓練期間發現嚴重近視，畢業後未能成為教官。
- 嚴秋華 飾 連　龍（軍校學生） - 黑道出身，以正義見稱。畢業後留在軍校發展。
- KGB三人組
  - 郭耀明 飾 Ken（軍校學生）
  - 韋家雄 飾 George趙（軍校學生）
  - 吳廷燁 飾 Bill（軍校學生）
- 王艷娜 飾 司馬里惠（歌女）／司馬大衛（軍校學生） - 因一次被崔文健英雄救美後，不惜女扮男裝進入空軍學校受訓。
- 郭　峰 飾 王家慶 上校（軍校教官） - 旨在訓練最頂尖的空軍見稱，費將軍退休後接任軍校校長。
- 張　錚  飾 費將軍（軍校校長） - 年輕時曾經打杖與日軍對峙，在軍校第53屆輔助空軍畢業典禮後退休。
- 黃允財 飾 吳　劑（赤軍成員／酒吧老闆） - 原王家慶同期受訓學生。從前因一次跳傘訓練時傷及校長而被逐出軍校，從而與他結怨。後來在赤軍指示下混進空軍學校，接手經營TopGunBar當臥底間諜收集軍事資源情報。
- 劉玉婷 飾 吳　芝（吳劑長女）
- 馬蹄露 飾 吳　愛（吳劑次女）
- 龐秋雁 飾 吳　彩（吳劑三女） - 自小失去說話能力，無法言語。酒吧家務雜工，經常被兩姊呼喝擔當苦工。後與施俊男結婚，並恢復說話能力。
- 梁錦燊 飾 佐佐木大佐（鬼／赤軍首領）- 生前為日軍空軍首領，帶領攻襲香港時被對手陳立得殲滅，成為遊魂日本鬼，因常作奸犯科被通緝。
- 曾守明 飾 佐佐木原木（赤軍成員） - 日本人。赤軍集團香港區首領，形象可瞬間百變。
- 鄧佩茜 飾 蘇絲黃（女鬼） - 洋名Susie。四出向男性飛放「情刀」，從而令男性只專注看護妻室。

#### 客串演員
- 王清河 飾 酒吧老闆 - 一直尋找相信世界有鬼的同路者，並藏有《招魂養鬼大法》一書。
- 司馬華龍 飾 連　爺 - 連龍父親，黑道組織首領
- 佘文炳 飾 魂魄醫生
- 劉宗基 飾 勾魂使者
- 李陽春 飾 勾魂使者
- 冼灝英 飾 連　昆 - 第一集客串演出新郎
- 萬斯敏 飾 方靜宜 - 第一集客串演出新娘
- 萬綺雯 飾 汪家玲 - 第三集客串演出新娘

## 類似設定作品
香港電影
- 開心鬼
- 逃學威龍